# 望月玉蟾 (8代目)
8代目 望月 玉蟾（はちだいめ もちづき ぎょくせん）は、日本の絵師である。江戸中期の日本画家望月玉蟾の子孫にあたる。

## 経歴
元禄5年より京都において漆芸や大和絵（宮中の御用絵師）を生業としてきた本家望月家の八代目（ぎょくせん）として生を受けた。本名は望月重宏。　2002年に桑沢デザイン研究所を卒業後、プロダクトデザイン事務所に勤務の傍、7代目望月玉船に師事した。2005年に総合デザイン事務所プライマリースタイルを設立し、2008年に株式会社プライマリースタイルに法人化をし、代表取締役に就任。京都市立芸術大学（非常勤講師）を経て、京都精華大学（非常勤講師）に勤務する。2017年に京都市立芸術大学プロダクト・デザイン領域において博士号を取得した。同年、八代目望月玉蟾を襲名する。